# Роберт Трамп
Роберт Стјуарт Трамп (26. август 1948 — 15. август 2020) био је амерички бизнисмен, инвеститор и млађи брат тренутног председника САД Доналда Трампа.
Био је члан одбора директора холдинг компаније ZeniMax Media, матичне компаније Bethesda Softworks, a на позицији је био од 1999. до своје смрти 2020. године Трамп је уједно био и инвеститор у компанију.
У годинама пре своје смрти, Роберт Трамп је био председник Трамповог менаџмента, предузећа у власништву браће и сестара Трамп, укључујући Доналда и Роберта. Трамп је радио и на пољу некретнина.

## Рани живот и образовање
Роберт Трамп је рођен у Квинсу, у Њујорку, 26. августа 1948. године у породици Фреда Трампа и Мери Ен Меклауд. Био је најмлађи од њиховог петоро деце; његова браћа и сестре били су Маријан, Фред Млађи, Елизабет и Доналд. Завршио је школу "Свети Павле" у Гарден Ситију на Лонг Ајленду. Трамп је похађао Универзитет у Бостону, где је дипломирао економију; тамо је играо играо фудбал и био капитен тима 1969.

## Каријера
Трамп се придружио пословању свог оца и почео да управља некретнинама Трампове организације ван Менхетна.
Након смрти Марка Г. Етеса у паду хеликоптера 10. октобра 1989. у  Њу Џерзију, Доналд Трамп је именовао Роберта Трампа на Етессову бившу функцију. Етес је био највиши извршни директор у коцкарници Трамп Таџ Махал.
Био је члан одбора директора за ZeniMax Media, матичну компаније Bethesda Softworks. На позицији је био од 1999. до своје смрти 2020. Током његовог мандата, ZeniMax Media је објављивао наслове из неколико популарних серијала, укључујући Fallout , The Elder Scrolls, Doom и Wolfenstein. Његову улогу у компанији су медији истакли након пуцњаве у школи у Паркланду, када је његов брат повезао видео игрице са насиљем и након тога се састао са разним шефовима индустрије укључујући Роберта Алтмана, генералног директора ZeniMax. Поред тога што је био члан одбора у ZeniMax, Трамп је био и инвеститор у ову компанију.
У годинама пре смрти, Роберт Трамп је био председник Трамп менаџмента, предузећа у власништву браће и сестара Трамп, укључујући Доналда и Роберта, као и њихових сестара Меријан Трамп-Бери и Елизабет Трамп-Грау.

### Тужба против Мери Л. Трамп
У јуну 2020. Роберт Трамп је поднео тужбу тражећи да спречи предстојеће објављивање књиге његове нећаке Мери Л. Трамп, Превише и никад довољно. Трампова тужба заснована је на споразуму о поверљивости из 2001. који је Мери Трамп потписала приликом решавања тужбе у вези са тестаментом и имањем њеног деде, Фреда Трампа.
Судија Хал Б. Гринвалд из Врховног суда Њујорка пресудио је у јулу 2020. да издавач књиге,Simon & Schuster, није био страна у Уговору о поверљивости података из 2001. и да његова права на објављивање књиге нису ограничена тим споразумом. Гринвалд је потврдио да уговор Мери Трамп са издавачем не даје могућност да се у том тренутку обустави објављивање. Књига је објављена по плану, 14. јула 2020.

## Лични живот
Роберт Трамп је живео у Милбруку у Њујорку. Током 1984. се оженио Блејном Бердом, коју је упознао на донаторском скупу. Имао је посинка Кристофера Трампа-Речина.
Пар је поднео захтев за развод 2007. године, а развод је окончан до 2009. Трамп се оженио својом другом женом Ен Мери Палан у јануару 2020. Роберт је био дугогодишњи пријатељ Роберта А. Алтмана.

### Однос са братом Доналдом
Године 1990. Доналд је Роберта поставио на чело коцкарнице Трамп Таџ Махал у Атлантик Ситију, Њу Џерси . Казино је доживео значајне проблеме након свечаног отварања, посебно након финансијских контрола аутомата, након којих су били потребни месеци за њихово исправљање. Према Џеку О'Донелу, бившем извршном директору Трамп организације, на једном од састанака, „Доналд Трамп се драо на свог брата, сваливши кривицу за дебакл аутомата у потпуности на њега“.
Роберт Трамп је остао одан присталица политичке каријере свог брата. Коментатор Фокса Ерик Болинг је након Робертове смрти, изјавио је да су он и његова супруга Ен Мери Палан снажно подржавали Доналда. Сам Доналд је изјавио да је Роберт био његов највећи обожаватељ и да је чуо о Робертовој огромној подршци и од других.

## Болест и смрт
У августу 2020, ABC је известио да је Трамп хоспитализован у болници Синајска Гора на Менхетну, након што је претходно био на болничкој јединици интензивне неге више од недељу дана у јуну. Доналд Трамп га је посетио тог дана и касније изјавио да је Роберт озбиљно болестан и да му је "тешко". Роберт Трамп је преминуо у болници на Менхетну следећег дана, 15. августа 2020, у 71. години. Њујорк тајмс је цитирао породичног пријатеља који је рекао да је Трамп недавно почео да доживљава мождано крварење након пада. Мери Л. Трамп је неколико дана пре његове смрти рекла да је Роберт био болестан и да је хоспитализован „неколико пута у последња три месеца“.
У писаној изјави, Доналд Трамп је изјавио: „Он није био само мој брат, он је био мој најбољи пријатељ“. Робертова сахранаодржана је 21. августа 2020. у Источној соби у Белој Кући и присуствовало јој је 150 гостију. Ово је био први пут после скоро једног века да је председник одржао сахрану у Источној соби.